# District de Dantewada
Le district de Dantewada est un district de l'état du Chhattisgarh, en Inde.

## Géographie
Au recensement de 2011, sa population compte 247 029 habitants.
Son chef-lieu est la ville de Dantewada. 